# Peggy Hessen Følsvik

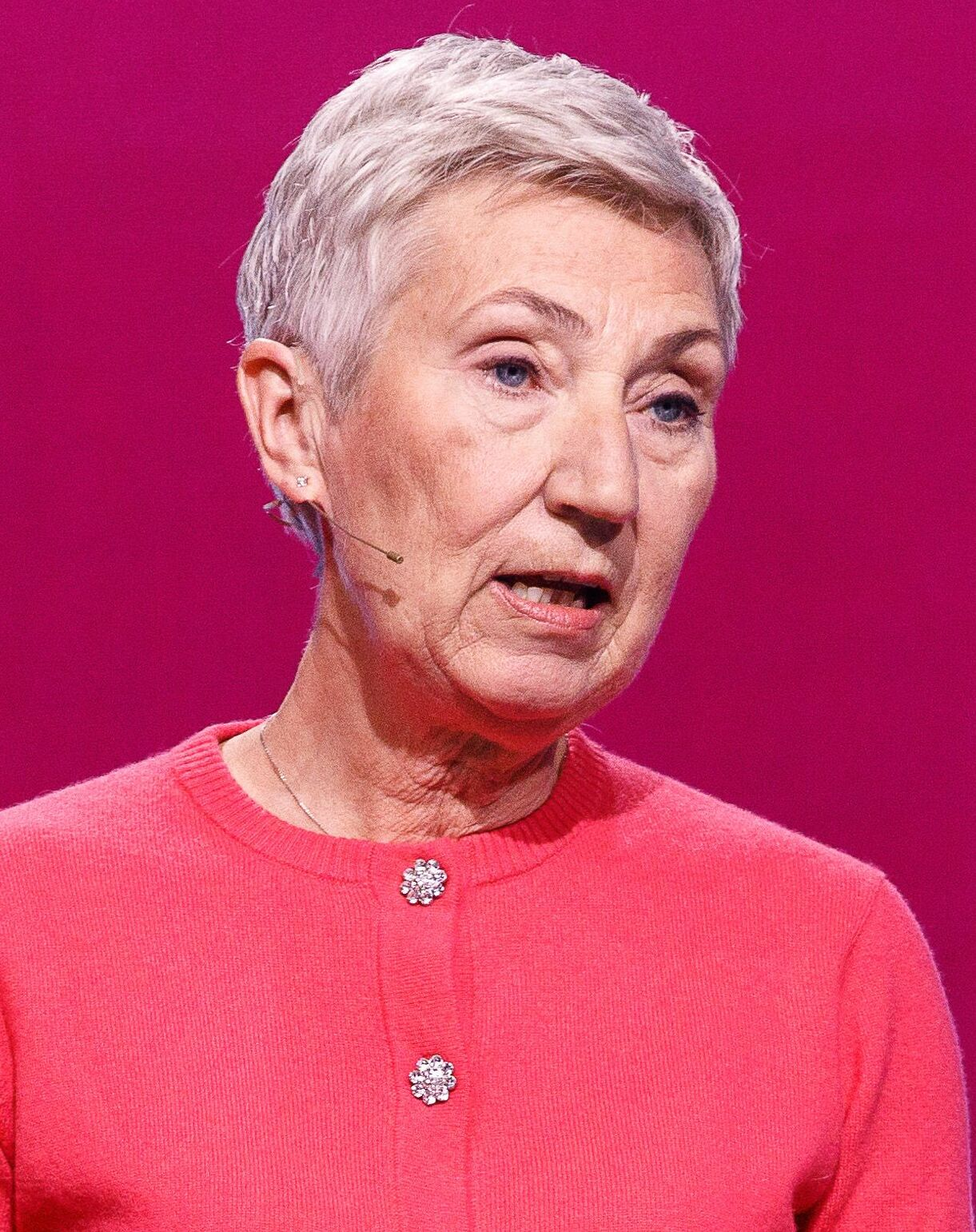
Peggy Hessen Følsvik, 2022

Peggy Hessen Følsvik (* 12. November 1960 in Vigra, Giske) ist eine norwegische Gewerkschafterin. Von März 2021 bis Mai 2025 war Vorsitzende des Gewerkschaftsdachverbands Landsorganisasjonen i Norge (LO).

## Leben
Følsvik wuchs in der Kommune Giske auf. Als 18-Jährige begann Følsvik für den auf der Insel Vigra gelegenen Flughafen Ålesund zu arbeiten und wurde Mitglied in der Gewerkschaft Handel og Kontor. Während ihrer Schulzeit am Gymnasium in Volda war sie in Teilzeit für den Flughafen Ørsta-Volda tätig. Nach ihrem Abschluss nahm sie dort eine Vollzeitstelle an. Følsvik bekam dort das Angebot, Teil des Flugpersonals bei der Fluggesellschaft Widerøe’s Flyveselskap zu werden. Sie wurde zudem Mitglied der Arbeitnehmervertretung. Nach drei Jahren bei der Fluggesellschaft kehrte sie nach Ålesund zurück, wo sie in einem Reisebüro zu arbeiten begann. Später zog sie nach Groningen in den Niederlanden, wo ihr Lebensgefährte ein Arbeitsangebot erhielt und sie Hausfrau wurde. Nach einiger Zeit kehrten die beiden nach Norwegen zurück.
In Norwegen begann Følsvik am Flughafen Oslo-Fornebu für die Fluggesellschaft Braathens zu arbeiten. Ab 1998 war sie in Vollzeit in der Arbeitnehmervertretung von Braathens tätig. In der Zeit von 2004 bis 2013 fungierte Følsvik als stellvertretende Vorsitzende von Handel og Kontor, dem für Büro- und Handelsangestellte zuständigen Zweig des Gewerkschaftsdachverbands Landsorganisasjonen i Norge (LO). Im Jahr 2013 wurde sie zur Sekretärin der LO gewählt. Es folgte 2017 die Wahl zur ersten stellvertretenden LO-Vorsitzenden.
Nach dem Tod des LO-Vorsitzenden Hans-Christian Gabrielsen übernahm Følsvik am 10. März 2021 kommissarisch den Vorsitz der LO. Am 6. Mai 2021 wurde sie schließlich zur neuen Vorsitzenden gewählt. Im November 2021 kürte sie die Zeitschrift Kapital zur drittmächtigsten Frau Norwegens des Jahres 2021. Im Februar 2025 gab sie bekannt, dass sie nicht erneut als LO-Vorsitzende kandieren werde. Diese Entscheidung begründete Følsvik unter anderem mit ihrem Alter. Im Mai 2025 wurde mit Kine Vistnes ihre Nachfolgerin gewählt.